# 行橋 - 別府100キロウォーク
行橋 - 別府100キロウォーク（ゆくはし - べっぷ100キロウォーク）とは、福岡県行橋市から国道10号線を主に、大分県別府市までの100キロ（正式には100.9km）を制限時間26時間以内に歩く大会である。

## 概要
行橋市の行橋正八幡宮をスタートすると、各チェックポイント(以下、CP)に制限時間以内に到着してチェックを受けつつ、ゴールの別府駅そばの海門寺公園（2011年からは的ヶ浜公園）を目指す。国道10号線を基本に、行橋の砂浜や、宇佐の立石峠越え、難所の七曲り越え、別府湾の直線道路と、バラエティーに富んだコースとなっている。
各CPに休憩場所が設けられているが、その他の場所については参加者各自がコース上のコンビニエンスストア等で行うこととなる。また、コース沿いのコンビニエンスストア等は駐車場に参加者のために休憩スペースを確保し、地元食堂は格安で食事を提供し、夜間でもTOTOがトイレ使用の為に開放したりと、各方面からの理解と協力があり、北は北海道から、南は沖縄と、毎年参加者が増加する傾向にある。
参加料は2010年より6,000円(20歳未満4,000円)、2014年より6,200円(20歳未満3,100円)。
2008年より、ゼッケンにICタグを使用することにより、CPでのチェック作業が格段にスムーズに行えるようになった。

## 主催・後援
- 主催　行橋〜別府100キロウォーク実行委員会
- 後援　小倉東ロータリークラブ（福岡県北九州市）、別府市、行橋市

## 開催日等
| 回数   | 開催日         | 参加者数 | 完歩者数 | 完歩率 | 備考                             |
| ------ | -------------- | -------- | -------- | ------ | -------------------------------- |
| 第1回  | 1999年11月20日 | 44名     | 20名     | 45.5％ |                                  |
| 第2回  | 2000年11月4日  | 123名    | 58名     | 47.2％ |                                  |
| 第3回  | 2001年11月23日 | 231名    | 120名    | 51.9％ |                                  |
| 第4回  | 2002年10月12日 | 414名    | 196名    | 47.3％ |                                  |
| 第5回  | 2003年11月1日  | 571名    | 279名    | 48.9％ |                                  |
| 第6回  | 2004年10月9日  | 735名    | 365名    | 49.7％ |                                  |
| 第7回  | 2005年10月8日  | 928名    | 557名    | 60.0％ |                                  |
| 第8回  | 2006年11月3日  | 1451名   | 895名    | 61.7％ |                                  |
| 第9回  | 2007年10月6日  | 1878名   | 1157名   | 61.6％ |                                  |
| 第10回 | 2008年10月11日 | 2439名   | 1606名   | 65.8％ | テーマ「100キロとごみ減量」      |
| 第11回 | 2009年10月10日 | 3266名   | 2054名   | 62.9％ |                                  |
| 第12回 | 2010年10月9日  | 3452名   | 2346名   | 68.0％ | テーマ「夢は捨てない」           |
| 第13回 | 2011年10月8日  | 3926名   | 2784名   | 70.9％ |                                  |
| 第14回 | 2012年10月6日  | 3972名   | 2885名   | 72.6％ | テーマ「こころの遠足」           |
| 第15回 | 2013年10月12日 | 4179名   | 3030名   | 72.5％ |                                  |
| 第16回 | 2014年10月11日 | 4346名   | 3190名   | 73.4％ |                                  |
| 第17回 | 2015年10月10日 | 4653名   | 3602名   | 77.4％ |                                  |
| 第18回 | 2016年10月8日  | 4598名   | 2735名   | 59.5％ |                                  |
| 第19回 | 2017年10月7日  | 4665名   | 3433名   | 73.6%  |                                  |
| 第20回 | 2018年10月6日  | -        | -        | -      | 台風の影響により中止             |
| 第21回 | 2019年10月12日 | 4500名   | 3319名   | 73.8%  |                                  |
| 第22回 | 2020年11月20日 | -        | -        | -      | 新型コロナウィルス蔓延のため中止 |
| 第23回 | 2021年10月9日  | -        | -        | -      | 新型コロナウィルス蔓延のため中止 |
| 第24回 | 2022年10月8日  | 2684名   | 1996名   | 74.3％ |                                  |

## コース等
※2019年参照
- 正午：行橋市　行橋正八幡宮スタート
- 飲料P（15km地点）築上町築城園（飲料100円販売）
- 水P（20km地点）浜の宮大橋（給水）
- 第1CP（36.1km地点）中津市・中津中央公園（大分県）：制限時間は午後10時30分まで
- 梨P（44km地点）浦部農園　梨を無料でサービス
- 第2CP（61.6km地点）宇佐市 郷の駅宇佐（制限時間翌日午前5時30分まで）飲料、有料うどん・いなり・おにぎり有
- 杖P（79km地点）七曲り　杖貸出、バナナを無料サービス
- 第3CP（87.4km地点）日出町 日出保健福祉センター（制限時間正午12時まで）
- ゴール（100.7km）別府市　的ヶ浜公園 制限時間（14:00～15:30まで）

## その他
- 100キロ募金 - 2008年までは参加料（7000円）から500円が、国際ロータリーが推進している「ポリオ・プラス募金」と、環境保護団体「日本熊森協会」に募金されていたが、2009年より参加料（6000円）の払い込みと同時に、参加者が任意に募金を行うスタイルとなった。2011年からは東日本大震災復興の義援金（寄附も金額も任意）としている。
- 毎年参加者がうなぎ登りに増えていくため、2006年まで行っていたCPでの炊き出しが困難となり、2007年はバナナ等のおやつを配布するのみとなった。
- 2007年は上記炊き出しが困難になったものの、コースの途中でテントを設営し、梨を無料で配ったり、難所の七曲の峠越え前に、バナナの配布など、ささやかな支援を行っている。
- 2007年は、参加者増に伴い、リタイヤ者も増えるため、5キロごとに設けたゴミ箱や、指定のコンビニエンスストアに青色灯を点灯させた車両が巡回して参加者の回収にあたった。
- 2010年より、5キロごとのゴミ箱を廃止し、CPでのゴミ捨てを推奨するようになった。（km表示は1kmごとに三角コーンで表示を行っている。）
- 大会終了後、参加者からの感想文を集め、文集にした後、参加者に配布している。（配布は翌年1月末）
- 完歩4回以上の参加者は「指導員」と表示された腕章を付け、他の参加者のアドバイスなどを行うこととなる。
- ゴールでは一人ずつゴールテープを切り、その後一人ずつ表彰を行う。
- 制限時間26時間となっているが、制限時間を超えても、ゴールで温かく迎えてくれる。
- 安全のため、大会当日に受付で、青色の点滅LEDバッチを配布し、後方に装着することを義務付けている。
- 第10回大会テーマとして「100キロとごみ減量」として、空ペットボトルはできるだけ捨てずに、CP等で用意している水・スポーツ飲料等を補充するように呼びかけている。
- 2008年は、航空自衛隊築城基地墓地公園付近でスズメバチが発生し、駆除が間に合わなかったため、大事をとり、急きょ迂回コースを指定した。
- 第14回大会の申込よりインターネットによる受付を導入。2012年7月3日正午より受付開始。翌日4日午後2時20分締切。募集人数4300名だったが、わずか26時間20分で定員に達する。
- 第15回大会より完全抽選制に移行。
- 第16回大会は台風19号の影響で名物の長井浜海岸を迂回するルートが取られた。
- 第20回大会は台風のため中止
- 第22回および第23回大会はコロナ禍のため中止となった。
- 第24回大会は、コロナ対策として大会前1週間の体調管理シートの記入・受付時の提出義務化、バナナはカットせずに1本で提供、七曲の杖の提供を中止、名物だった中津のなしの提供を中止など、様々な対応がとられ開催された。スタート地点の正八幡宮の境内での密集対策として今川河川敷の遊歩道がスタート地点となり、沓尾漁港の人工島に架かる橋を迂回して距離を担保した。